# Café society
 (juillet 2018).
Si vous disposez d'ouvrages ou d'articles de référence ou si vous connaissez des sites web de qualité traitant du thème abordé ici, merci de compléter l'article en donnant les références utiles à sa vérifiabilité et en les liant à la section « Notes et références ».
Pour les articles homonymes, voir Café Society.

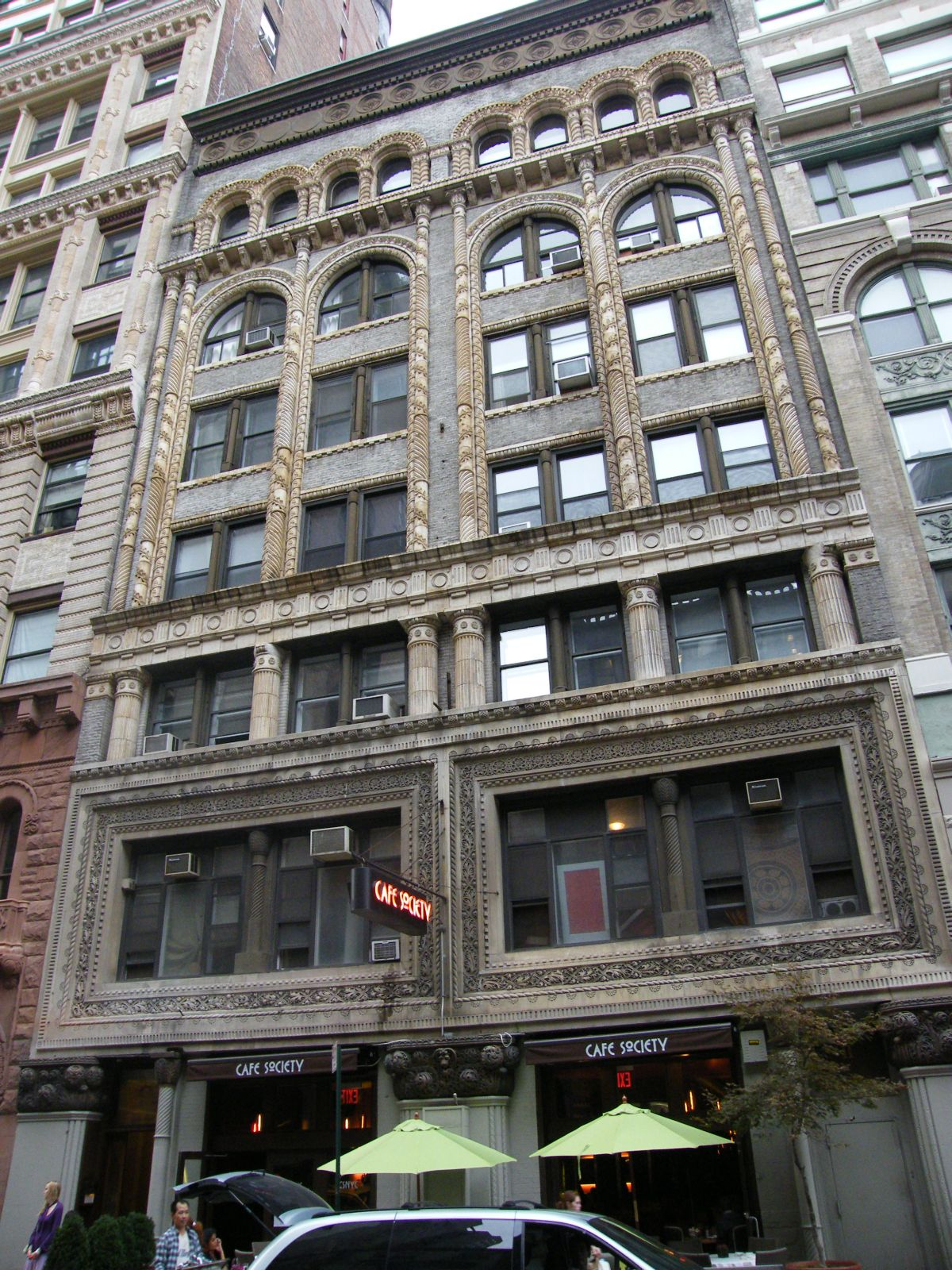
Café society à New York.

La Café society est un milieu mondain et cosmopolite qui évoluait dans des villes telles que New York, Londres, Venise ou Paris pendant l'entre-deux-guerres.
Woody Allen a dépeint ce microcosme dans son film Café Society en 2016.
À partir des années 1950, la Café society a été remplacée par la jet set.

## Histoire
L'expression a sans doute été créée en 1915 par le journaliste américain Maury Henry Biddle Paul (†1942). Les Bright Young People qui formaient la Café society avaient coutume de se réunir dans des bars, cafés ou restaurants à la mode pendant les Roaring Twenties, par exemple le Harry's New York Bar à proximité de l'Opéra Garnier à Paris ainsi que Le Dôme ou La Coupole dans le quartier du Montparnasse ou encore les clubs de Greenwich Village. Parmi eux, des artistes et des écrivains comme Francis Scott Fitzgerald ou les sœurs Mitford pratiquaient un art de vivre « baroque et raffiné » qui n'était pas nécessairement lié à d'importantes ressources financières. D'autres, plus fortunés, commandaient leur portrait aux peintres Philip de László et Bernard Boutet de Monvel ou au photographe Cecil Beaton. Mécènes et créateurs de mode, poètes et industriels, journalistes, financiers et chorégraphes, ils se nommaient Marie-Laure de Noailles, Elsa Schiaparelli, Louise de Vilmorin, Noël Coward, Diana Vreeland, Edith Sitwell, Mona Bismarck ou Alexis de Redé et l'univers de la Café society atteignit son ultime apogée à Venise lors du « Bal du siècle » donné par Charles de Beistegui en son palais Labia le 3 septembre 1951.

### En français
- Thierry Coudert, Café Society : mondains, mécènes et artistes, 1920-1960, Flammarion, 2010, 320 pages,  (ISBN 9782080114792)
- Thierry Coudert, Les Scrapbooks du baron de Cabrol et la Cafe Society, Flammarion, 2016
- Jean-Louis de Faucigny-Lucinge, Fêtes mémorables, bals costumés, 1922-1972, Herscher, Paris, 1986,  (ISBN 2-7335-0119-4)
- Philippe Jullian, Café Society (roman), Albin Michel, 1962
- David Gaillardon, La beauté et la grâce : itinéraire d'un aristocrate européen, Alex Rzewuski (biographie), Lacurne, 2019

### Autres langues
- Lucius Beebe, Charles Cleggetand Duncan Emrich (éd.), The Lucius Beebe Reader, New York, Doubleday, 1967
- Ralph Blumenthal,  Stork Club: America's Most Famous Nightspot and the Lost World of Café Society,  (ISBN 0-316-10531-7)
- Brooke De Ocampo, Bright Young Things, Assouline. New York, 2002,  (ISBN 2843233372)
- D. J. Taylor, Bright Young People : The rise and fall of a generation, 1918–1940, Chatto & Windus,  (ISBN 978 0 701 17754 6)
- Elsa Maxwell, Elsa Maxwell's Café Society, 1953 (magazine qui n'a connu qu'un seul numéro)

### Articles
- « Café Society : mondains, mécènes et artistes, 1920-1960 », Le Point, 30 novembre 2010 (recension de l'ouvrage de Thierry Coudert)
- « Café Society : une course à l'abîme, entre grâce et catastrophe », Le Monde, 11 mai 2016
- « Quand la "Café Society" faisait le goût et les artistes », Le Point, 11 mai 2016